# Hexatoma (Coreozelia) cimicoides
Hexatoma (Coreozelia) cimicoides is een tweevleugelige uit de familie steltmuggen (Limoniidae). De soort komt voor in het Palearctisch gebied.